# 第62回全国高等学校野球選手権大会
第62回全国高等学校野球選手権大会（だい62かいぜんこくこうとうがっこうやきゅうせんしゅけんたいかい）は、1980年（昭和55年）8月8日から8月22日（雨で1日順延）までの15日間にわたり阪神甲子園球場で行われた全国高等学校野球選手権大会。

## 代表校
| 東日本   | 東日本     | 東日本        |
| 地方大会 | 代表校     | 出場回数      |
| -------- | ---------- | ------------- |
| 北北海道 | 旭川大     | 12年ぶり2回目 |
| 南北海道 | 札幌商     | 2年連続8回目  |
| 青森     | 弘前工     | 初出場        |
| 岩手     | 福岡       | 19年ぶり9回目 |
| 秋田     | 秋田商     | 2年連続10回目 |
| 山形     | 山形南     | 6年ぶり5回目  |
| 宮城     | 東北       | 2年連続11回目 |
| 福島     | 双葉       | 7年ぶり2回目  |
| 茨城     | 江戸川学園 | 初出場        |
| 栃木     | 黒磯       | 初出場        |
| 群馬     | 前橋工     | 2年連続5回目  |
| 埼玉     | 熊谷商     | 10年ぶり4回目 |
| 山梨     | 日川       | 2年ぶり2回目  |
| 千葉     | 習志野     | 5年ぶり5回目  |
| 東東京   | 早稲田実   | 2年ぶり23回目 |
| 西東京   | 国立       | 初出場        |
| 神奈川   | 横浜       | 2年ぶり3回目  |
| 長野     | 松商学園   | 6年連続25回目 |
| 新潟     | 新発田農   | 19年ぶり2回目 |
| 富山     | 新湊       | 初出場        |
| 石川     | 金沢       | 2年ぶり3回目  |
| 静岡     | 浜松商     | 5年ぶり5回目  |
| 愛知     | 大府       | 16年ぶり2回目 |
| 岐阜     | 美濃加茂   | 初出場        |
| 三重     | 明野       | 初出場        |

| 西日本   | 西日本     | 西日本        |
| 地方大会 | 代表校     | 出場回数      |
| -------- | ---------- | ------------- |
| 福井     | 敦賀       | 2年連続16回目 |
| 滋賀     | 瀬田工     | 初出場        |
| 京都     | 東宇治     | 初出場        |
| 奈良     | 天理       | 3年連続10回目 |
| 和歌山   | 箕島       | 3年連続5回目  |
| 大阪     | 北陽       | 7年ぶり3回目  |
| 兵庫     | 滝川       | 10年ぶり7回目 |
| 岡山     | 岡山理大付 | 初出場        |
| 鳥取     | 倉吉北     | 2年ぶり2回目  |
| 広島     | 広陵       | 8年ぶり15回目 |
| 島根     | 浜田       | 2年連続6回目  |
| 山口     | 岩国商     | 12年ぶり2回目 |
| 香川     | 高松商     | 5年連続17回目 |
| 愛媛     | 南宇和     | 初出場        |
| 徳島     | 鳴門       | 14年ぶり4回目 |
| 高知     | 高知商     | 2年ぶり12回目 |
| 福岡     | 田川       | 初出場        |
| 佐賀     | 龍谷       | 初出場        |
| 長崎     | 瓊浦       | 初出場        |
| 熊本     | 熊本工     | 3年ぶり7回目  |
| 大分     | 大分商     | 2年連続13回目 |
| 宮崎     | 日向学院   | 初出場        |
| 鹿児島   | 川内実     | 初出場        |
| 沖縄     | 興南       | 12年ぶり3回目 |

## 試合結果

### 1回戦
8月8日
- 東北 4 - 0 瓊浦
- 横浜 8 - 1 高松商
- 箕島 5 - 0 国立

8月9日
- 大分商 4 - 2 福岡
- 南宇和 10 - 0 日川
- 旭川大 4x - 3 日向学院（延長13回）
- 東宇治 7 - 2 金沢

8月10日
- 高知商 2 - 0 松商学園
- 習志野 2x - 1 倉吉北（延長10回）
- 熊本工 5 - 0 弘前工
- 滝川 7 - 1 熊谷商

8月11日
- 双葉 3 - 1 川内実
- 早稲田実 6 - 0 北陽
- 札幌商 5x - 4 龍谷
- 敦賀 2 - 1 山形南

8月12日
- 大府 7 - 2 浜田
- 浜松商 4 - 3 岡山理大付

### 2回戦
- 美濃加茂 2 - 1 岩国商
- 天理 5 - 4 新発田農（延長10回）

8月13日
- 鳴門 4x - 3 前橋工（延長12回）
- 広陵 5 - 1 黒磯
- 瀬田工 9 - 7 明野
- 秋田商 3 - 2 田川

8月14日
- 興南 7 - 2 新湊
- 横浜 9 - 0 江戸川学園
- 東北 7 - 0 習志野
- 熊本工 4 - 2 大府

8月15日
- 旭川大 3 - 2 南宇和
- 滝川 6 - 5 敦賀
- 浜松商 5 - 3 大分商
- 札幌商 7 - 5 双葉

8月16日
- 早稲田実 9 - 1 東宇治
- 箕島 5 - 0 高知商

### 3回戦
- 横浜 1 - 0 鳴門
- 興南 14 - 0 旭川大

8月17日
- 広陵 4 - 2 滝川
- 天理 6 - 3 熊本工
- 瀬田工 3 - 0 秋田商

8月18日
- 箕島 5 - 3 美濃加茂
- 浜松商 6 - 4 東北
- 早稲田実 2 - 0 札幌商

### 準々決勝
8月19日
- 早稲田実 3 - 0 興南
- 瀬田工 20 - 5 浜松商
- 天理 4 - 2 広陵
- 横浜 3 - 2 箕島

### 準決勝
8月20日
- 横浜 3 - 1 天理

8月21日
- 早稲田実 8 - 0 瀬田工

### 決勝
8月22日
|          | 1 | 2 | 3 | 4 | 5 | 6 | 7 | 8 | 9 | R | H  | E |
| -------- | - | - | - | - | - | - | - | - | - | - | -- | - |
| 早稲田実 | 1 | 0 | 0 | 2 | 1 | 0 | 0 | 0 | 0 | 4 | 13 | 2 |
| 横浜     | 2 | 1 | 2 | 0 | 0 | 1 | 0 | 0 | X | 6 | 11 | 0 |

1. ［早］：荒木大（3回）、芳賀（5回）
2. ［横］：愛甲（5回）、川戸（4回）
3. 審判
［球審］永野
［塁審］中西・三宅・小林
4. 試合時間：2時間24分

| 早稲田実 | 早稲田実 | 早稲田実        |
| 打順     | 守備     | 選手            |
| -------- | -------- | --------------- |
| 1        | [遊]     | 荒木達夫（3年） |
| 2        | [右]     | 高橋公一（2年） |
| 3        | [三]     | 栗林友一（3年） |
| 4        | [一]     | 小山寛陽（2年） |
| 5        | [捕]     | 佐藤孝治（3年） |
| 6        | [中]     | 住吉秀実（2年） |
|          | 投       | 芳賀誠（2年）   |
| 7        | [左]中   | 播磨淳一（3年） |
| 8        | [投]左   | 荒木大輔（1年） |
|          | 打       | 朝田賢治（3年） |
|          | 左       | 津村哲郎（3年） |
| 9        | [二]     | 小沢章一（1年） |

| 横浜 | 横浜   | 横浜              |
| 打順 | 守備   | 選手              |
| ---- | ------ | ----------------- |
| 1    | [二]   | 安西健二（3年）   |
| 2    | [左]   | 足立勝（3年）     |
| 3    | [投]一 | 愛甲猛（3年）     |
| 4    | [捕]   | 片平保彦（2年）   |
| 5    | [遊]   | 牧田圭一郎（3年） |
| 6    | [三]   | 吉岡浩幸（2年）   |
| 7    | [中]   | 鳥飼照明（3年）   |
|      | 投     | 川戸浩（3年）     |
| 8    | [右]   | 沼沢尚（3年）     |
| 9    | [一]中 | 宍倉一昭（3年）   |

## 大会本塁打
1回戦
- 第1号：愛甲猛（横浜）
- 第2号：宮端卓司（箕島）
- 第3号：西山竜二（双葉）
- 第4号：高橋公一（早稲田実）
- 第5号：小山寛陽（早稲田実）
- 第6号：小野原誠（龍谷）
- 第7号：関恒俊（大府）

2回戦
- 第8号：中村善紀（明野）
- 第9号：渡真利克則（興南）
- 第10号：伊東勤（熊本工）
- 第11号：永岡幸仁（滝川）
- 第12号：本村光（札幌商）
- 第13号：崎本正二（東宇治）

3回戦
- 第14号：伊東勤（熊本工）
- 第15号：安部理（東北）

準々決勝
- 第16号：木村浩司（瀬田工）
- 第17号：加藤鉄平（天理）

準決勝
- 第18号：栗林友一（早稲田実）
- 第19号：佐藤孝治（早稲田実）

## その他の主な出場選手
- 鈴木貴久（旭川大）
- 欠端光則（福岡）
- 高山郁夫（秋田商）
- 中条善伸（東北）
- 佐藤洋（東北）
- 小川博（前橋工）
- 後関昌彦（習志野）
- 小林徹（習志野）
- 川村一明（松商学園）
- 槙原寛己（大府）
- 刀根剛（敦賀）
- 橘高淳（瀬田工）

- 藤本博史（天理）
- 川本和宏（天理）
- 小山昌男（天理）
- 石本貴昭（滝川）
- 原伸次（広陵）
- 中井哲之（広陵）
- 清水雅治（浜田）
- 島田茂（鳴門）
- 秦真司（鳴門）
- 中西清起（高知商）
- 本西厚博（瓊浦）
- 金城博和（興南）
- 竹下浩二（興南）